# Киселёв, Василий Степанович
Василий Степанович Киселёв (1881—1960) — советский организатор химической промышленности, учёный, в 1935—1952 гг. зав. кафедрой технологии лаков и красок МХТИ им. Д. И. Менделеева.

## Биография
Родился в 1881 г. в Тобольске, сын купца. В 1900 г. окончил гимназию. Учился сначала в Московском, затем в Петербургском университете, окончил естественное отделение физико-математического факультета по специальности «Химия».
В 1906—1909 начальник лаборатории и цеха на мыловаренном заводе в Казани.
В 1909—1919 гг. зав. лабораторией и технический директор на лакокрасочном заводе (фабрике Мамонтова) в Москве.
С 1919 г. — на руководящей хозяйственной работе:
- начальник лакокрасочной секции Кустарного комитета Наркомзема,
- помощник заведующего, затем заведующий производственным отделом ВСНХ (1919—1922).
- председатель правления треста «Лакокраска» (январь 1922 — апрель 1926).
- зам. начальника Главного химического управления ВСНХ (1926—1930).
- начальник производственного управления Всехимпрома (1930—1931)
- научный сотрудник НИИ лаков и красок (1931—1933).
- зам. начальника и главного инженера Главного управления органической химии (1933—1936).

В 1923—1931 гг. зав. кафедрой в Московском жировом техникуме, в 1930—1932 доцент кафедры лаков и красок института народного хозяйства им. Плеханова.
В 1935—1941 и 1943—1952 гг. зав. кафедрой технологии лаков и красок МХТИ им. Д. И. Менделеева (во время войны не смог эвакуироваться вместе с институтом из-за болезни).
С 1952 г. профессор Плехановского института.
В 1936 г. присвоены ученая степень доктора химических наук (без защиты диссертации) и звание профессора.
Автор книги:
- Олифа и лаки / В. С. Киселёв. — Л.: Госхимиздат, 1930 — 653с.
- Олифа и лаки / В. С. Киселёв . — 2-е, перераб. изд. — Л. : ОНТИхимтеорет, 1935. — 652 с.
- Олифа и лаки / В. С. Киселёв. — 3-е изд., перераб. — М.-Л. : Госхимиздат, 1940. — 638 с.

С 1943 г. вице-президент ВХО им. Д. И. Менделеева.
Награждён орденом Ленина, медалями: «За оборону Москвы», «За доблестный труд в Великой Отечественной войне 1941—1945 гг.».
Сын — Виктор Васильевич Киселёв, доктор химических наук.
Дочь - Екатерина Васильевна Киселёва, кандидат химических наук, доцент, автор задачника по курсу Физической химии.
Зять - Андрей Андреевич Бундель, профессор, заведующий кафедрой МХТИ им. Д.И. Менделеева.